# Kloster Haselndorf

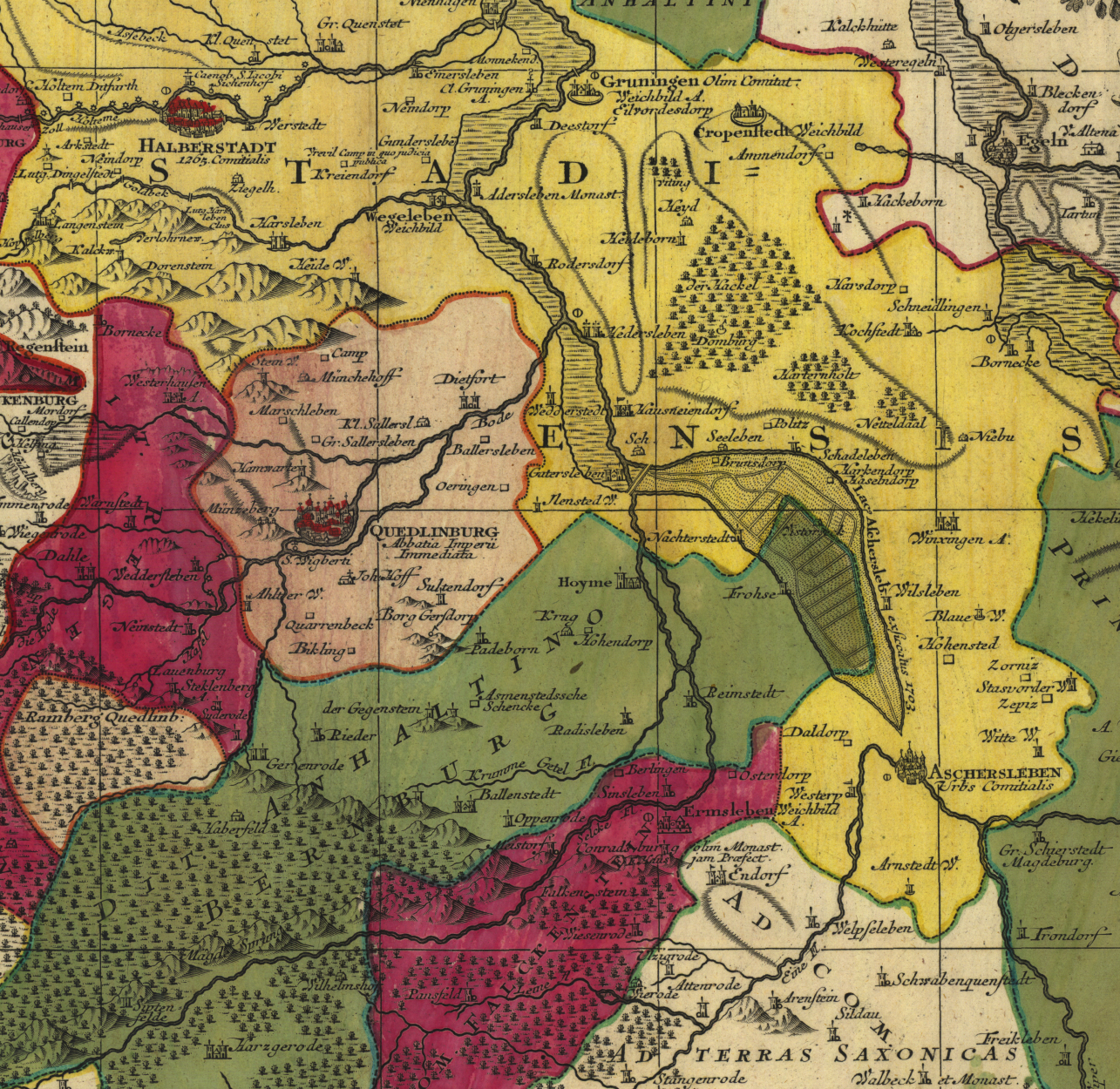
Darstellung des Ascherslebener Sees in einer Karte von 1734. Haselndorf ist als Haselndorp südöstlich von Schadeleben verzeichnet.

Das Kloster Haselndorf war ein Priorat des Benediktinerklosters S. Maria Latina in Jerusalem in dem wüst gefallenen Ort Haselndorf (ca. 5 km nördlich von Aschersleben, Sachsen-Anhalt). Das Kloster S. Maria Latina erhielt den Besitz Haselndorf noch vor 1186 als Geschenk vom Grafen Dietrich von Werben, einem Sohn Albrechts des Bären. Nach dem Verlust des Heiligen Landes (Fall von Akkon 1291) siedelten Abt und Konvent des Mutterklosters nach Sizilien in das dortige Tochterkloster Agira über. 1334 verlegte der damalige Prior Friedrich das Priorat von Haselndorf in einem Tauschgeschäft nach Erxleben (ebenfalls wüst gefallen westlich von Aschersleben), wo ein neues Priorat entstand, das jedoch noch vor 1357 ausstarb.

## Lage
Haselndorf fiel zu einem nicht näher bekannten Zeitpunkt nach der Mitte der 14. Jahrhunderts wüst. Die genaue Lage ist nicht bekannt. Meist wird es bei Schadeleben lokalisiert.

## Geschichte
Das Kloster S. Maria Latina in Jerusalem war das einzige lateinische Kloster zur Zeit des Königreichs Jerusalem, das noch vor der Eroberung Jerusalems (1099) durch die Kreuzfahrer entstanden war. Kaufleute aus Amalfi hatten im Lateinischen Viertel von Jerusalem ein Hospital mit einer Kirche gegründet oder ein älteres Hospital (mit Kirche) übernommen. Nach der Eroberung Jerusalems verselbständigten sich Kirche und Hospital. Aus der Kirche entstand das Kloster S. Maria Latina, während aus dem Hospital der Johanniterorden entstand. Schon Anfang des 11. Jahrhunderts erhielt das Kloster zahlreiche Schenkungen im Heiligen Land und vor allem auch in Unteritalien.
In Deutschland erhielt das Kloster S. Maria Latina noch vor 1186 eine Schenkung vom Grafen Dietrich von Werben, einem Sohn Albrechts des Bären, in der er dem Kloster die in seinem Besitz befindliche Kirche in Haselndorf (wüst gefallen nördlich von Aschersleben) mit allem Zubehör, Wäldern und Weiden sowie die Kirche in Erxleben (wüst gefallen westlich bei Aschersleben) mit einem Weinberg übertrug.
Die Schenkungsurkunde selber ist nicht erhalten, dafür aber die Bestätigung der Schenkung durch den Grafen Bernhard, Herzog von Sachsen und Bruder des Dietrich, der seine Zustimmung zu dieser Schenkung gab. Auch diese Bestätigung ist nicht im Original erhalten, sondern als Transsumpt in einer Urkunde des Fürsten Heinrich IV. von Anhalt von 1359. Das Datum der Urkunde Bernhards ist nicht ganz sicher (1185 oder 1186). Nach den Ausführungen des Grafen Bernhard war sein Bruder Dietrich auf Pilgerfahrt im Heiligen Land und wollte dem Kloster S. Maria Latina ursprünglich die Kirche in seinem Stammsitz Burgwerben schenken, die er aber wegen des geringen Ertrages doch nicht für geeignet befand.
Anwesend bei der Bestätigung der Schenkung war im Namen des Klosters S. Maria Latina der Mönchspriester Drogo (monacho et sacerdote nomine ecclesie Latine suscipiente), vermutlich ein Mönch aus dem Konvent in Jerusalem. Er nahm die Schenkung entgegen und sollte wahrscheinlich den später in Haselndorf nachgewiesenen Konvent aufbauen. Die Schenkung des Dietrich von Werben erfolgte nicht nur für sein eigenes Seelenheil, sondern auch zum Andenken seiner Eltern.
1197 bestätigte Papst Coelestin III. dem Kloster S. Maria Latina den Besitz in Haselndorf (wüst) und Hornere (Groß- oder Burgörner zwischen Hettstedt und Klostermansfeld). Der Besitz in Erxleben scheint in der Zwischenzeit schon getauscht worden zu sein gegen Hornere. Es handelt sich wohl um das wüst gefallene Erxleben bei Aschersleben, das später gegen Haselndorf eingetauscht wurde.
1267 bestätigten die Grafen Otto und Heinrich von Ascharien, Fürsten zu Anhalt, die von ihrem Vater Heinrich vorgenommene Schenkung des Patronats und der Kirche zu Esterendorf (wüst gefallen bei Aschersleben) mit allem Zubehör an das Kloster S. Maria Latina.
1269 verkaufte der Prior Bertramus des Klosters Haselndorf eine Hufe Land in Hercksdorf (wüst gefallen) an das Kloster Michaelstein bei Blankenburg (Harz). Der Verkauf wird durch Bischof Volrad von Halberstadt und Prior Rodger des Klosters Mansfeld bestätigt. Warum hier der Prior von Klostermansfeld, das dem Kloster S. Maria de Valle Josaphat gehörte, den Verkauf bestätigt, ist nicht ersichtlich.
Nach einer Urkunde vom 6. Juli 1294 mussten Heinrich, Mönch der Kirche S. Maria Latina zu Jerusalem, und Johannes, Prior des Klosters in Haselndorf, ihren Hof in Haselndorf um 10 Mark Silbers an das Kloster Michaelstein verpfänden. Der Graf von Anhalt beanspruchte aber das Vogtrecht über diesen Hof.
1309 verhandelte Abt Reinerus des Klosters S. Maria Latina in Agira mit dem Abt des Klosters S. Maria im Tal Josaphat in Messina über einen Gütertausch; er wollte den Fernbesitz in Deutschland abstoßen und dem Kloster Mansfeld übertragen (diweil seinem closter die Kirche in Haselndorf vermacht gewesen, sie aber davon nicht sonderlichen nutz hetten, wolle er sie hiemit den brudern im thal josaphat zugeschlagen haben …) Allerdings zerschlug sich der Gütertausch nur zwei Jahre später. Der Abt des Klosters S. Maria Latina fühlte sich von seinem Unterhändler Simon Rubeus hintergangen und ließ den schon ausgehandelten Vertrag gerichtlich annullieren. Einzelheiten zu diesem Betrug sind aber nicht bekannt. Kloster Haselndorf verblieb als Priorat beim Mutterkloster S. Maria Latina.
Am 24. Juli 1315 schenkte Graf Otto II. von Anhalt-Aschersleben das Patronatsrecht der Kirchen zu Erxleben (wüst) und Seedorf (wüst) an das Kloster Michaelstein.
Am 2. März 1326 schenkten die Brüder Albrecht, Herr auf Schloss Helfta, Friedrich und Johann von Hakeborn dem Kloster Haselndorf eine halbe Hufe Land in Zornitz (wüst östlich von Aschersleben).
Am 9. Februar 1334 tauschte schließlich Bischof Albrecht von Halberstadt die Kirchen in Erxleben, Vallersleben und Daldorp (alle drei Orte wüst gefallen in unmittelbarer Nähe von Aschersleben, siehe auch Karte bei Oskar Stephan) (Erkesleve, Vallersleve Daldorp, in districtu archydiaconatus banni Ascharie sitas …) gegen die Kirche und den Hof des Priorats in Haselndorf. Der Bischof von Halberstadt genehmigte weiterhin, dass die Kapelle in Seedorf (Sedorp) abgebrochen und die Steine zum Aufbau der neuen Prioratskirche in Erxleben verwendet werden dürften. Seedorf war anscheinend kurz vorher wüst gefallen; es lag nordöstlich von Erxleben. Allerdings sollte in der neuen Kirche ein Altar zu Ehren des Kirchenpatrons der Seedorfer Kirche, des hl. Nikolaus geweiht werden. Die Kirche in Haselndorf war dem hl. Petrus geweiht, und es ist anzunehmen, dass die Latina-Mönche die zu erbauende Kirche in Erxleben ebenfalls wieder dem Apostel Petrus weihen wollten. Außerdem wurde es dem Prior von Haselndorf erlaubt, neben der Kirche auch neue Konventsgebäude und einen neuen Friedhof anzulegen. Das zum Priorat gehörige Esterendorf (Esterendorp in banno Gatersleve sitam) sollte dem neuen Priorat in Erxleben verbleiben. Insgesamt wurden über diese Transaktion vier Urkunden ausgestellt. Nicht erwähnt wird der Besitz in Burgörner, der später im Besitz von Kloster Mansfeld ist (oder zu diesem Zeitpunkt schon war?).
Im Gegensatz zur älteren Arbeit von Oskar Stephan und Georg Adalbert von Mülverstedt identifiziert Stefan Terbruck Daldorp fälschlicherweise mit Dalldorf bei Gröningen und Erxleve mit einem abgegangenen Erxleben bei Derenburg (zu den anderen genannten Orten Vallersleve, Sedorp und Esterendorp macht er keine Angaben zur Lokalität). Die Tauschurkunden besagen jedoch ganz eindeutig in districtu archydiaconatus banni Ascharie (Ascharie = Aschersleben), während das ebenfalls genannte Esterendorp schon zum banno Gatersleve (also Archidiakonat Gatersleben) gehörte. Seedorf gehörte ebenfalls zum Archidiakonat Aschersleben. Derenburg gehörte nun definitiv nicht zum Archidiakonat Aschersleben, sondern zum Archidiakonat Utzleben, ebenso wenig Gröningen und das dortige Dalldorf, das zum Archidiakonat Eilwardesdorf (wüst gefallener Ort bei Gröningen) gehörte. Zudem ergibt die Erlaubnis, die Filialkirche von Erxleben in Seedorf abzubrechen und die Steine zum Bau der neuen Prioratskirche in Erxleben (Entfernung ca. 5 km) zu verwenden, mit der Terbruck’schen Identifizierung wenig Sinn (zum Erxleben bei Derenburg wären es rund 40 km).
Im Revers zum Gütertausch, den der Prior Friedrich ausstellte, wird das Zubehör zu Haselndorf näher beschrieben. Zu Haselndorf gehörte die Kirche (und das Patronat) und ein Hof mit 20 Hufen, sechs Hausstellen (areas) in Haselndorf, zwei Wiesen am Berg, den man gewöhnlich Hoppenberch nennt, ein eingehegtes Waldstück (lignetum) im Wald Hakel (foresta dicta vulgariter Hakel), 14 Hausstellen (areas) im Dorf Herkestorp (wüst gefallen nördlich Haselndorf) mit zwei dort gelegenen Höfen mit allen Rechten und dem Eigentum. Im Registrum simplicis procuracionis per dioecesem halvestadensem rescriptum anno domini millesimo quadringentesimo (Verzeichnis der Archidiakonate des Bistums Halberstadt mit deren Gemeinden und Abgaben) wird Haselndorf allerdings zweimal aufgeführt, einmal im Archidiakonat Aschersleben und einmal im Archidiakonat Gatersleben. Nach der Zugehörigkeit der benachbarten Orte gehörte Haselndorf allerdings zum Archidiakonat Aschersleben.
Am selben Tag (9. Februar 1334) dieses Tauschgeschäftes übereignete Bischof Albrecht von Halberstadt dem Archidiakonat des Bannes Aschersleben die Einkünfte der dorfstädtischen Vikarie im Dom von Halberstadt und das Patronatsrecht der Kirche von Neinlitz (wüst, östlich von Aschersleben gelegen) als Ersatz für die dem Kloster Haselndorf überlassenen Kirchen in Fallersleben und Dalldorf.
Am 15. Juni 1345 verpfändete Prior Friedrich Einkünfte aus dem sogenannten Haselendorpes Gut in Cochstedt an den Vikar Heidenreich Kavernap für 16 Mark Silber. Die Einkünfte in Cochstedt betrugen jährlich sieben Stendalische Vierdinge Silber, 32 Hühner und alle sonstigen Zubehöre in Cochstedt.
Am 13. Mai 1348 bestätigte Bischof Albrecht von Halberstadt den Tausch zwischen dem Prior Friedrich und dem Vikar Heidenreich Kavernap. Allerdings ist nun nur noch von zwei Mark Silber die Rede; Prior Friedrich erhielt dafür aber die Abgaben von Höfen in Dalldorf (Daldorp) und ein Stück ackerbares Land in Dalldorf.
Etwa ab 1350 kam es zu einem Streit zwischen dem Archidiakon des Bannes Aschersleben und dem Prior Friedrich um die Kirchen in Erxleben, Daldorf und Fallersleben. Der Archidiakon wies seine Erzpriester an, die genannten drei Kirchen vor den Anmaßungen des Priors Friedrich in Erxleben zu schützen. Nähere Ausführungen, um welche „Anmaßungen“ des Prior es sich handelte, fehlen allerdings.
Spätestens 1357 waren der Konvent und das Priorat des Klosters S. Maria Latina in Erxleben erloschen, die letzten Mönche verstorben. Nach Mülverstedt kam die Glocke der Klosterkirche von Erxleben in das Hakeborn’sche Hauskloster Hedersleben. Bischof Albrecht II. von Halberstadt bestätigte 1357 die frühere Übertragung der Kirche in dem nun wüsten Dorf Erxleben durch Fürst Otto II. von Anhalt an das Kloster Michaelstein. Ein Jahr später bestätigte auch sein Nachfolger Bischof Ludwig die Übertragung des Patronats in Erxleben an das Kloster Michaelstein. Von einem (früheren) Kloster oder Priorat in Erxleben ist nicht mehr die Rede.
Die im Archidiakonat Aschersleben liegenden Pfarrkirchen des ehemaligen Priorats wurden dem Liebfrauenkloster in Aschersleben übertragen. Allerdings erhob nun auch das Priorat des Klosters S. Maria im Tal Josaphat in Klostermansfeld Ansprüche auf den Besitz des erloschenen Konvents. In einer Urkunde, die Fürst Heinrich IV. von Anhalt 1359 ausstellte und die auch die Schenkungsurkunde von 1186 als Transsumpt enthielt, wurde dem Kloster Mansfeld der Besitz des erloschenen Konvents übertragen. Ob das Kloster seinen Anspruch durchsetzen konnte, ist nicht überliefert. Zumindest das Patronat der Kirche in Burgörner war später im Besitz von Kloster Mansfeld.
Haselndorf fiel spätestens im 15. Jahrhundert wüst. Nach Klamer Wilhelm Frantz kam es schon nicht lange nach diesem Tausche (gemeint ist der Tausch von 1334) zu einer Überschwemmung durch Selke und Eine, die Haselndorf unter Wasser setzte und unbewohnbar machte. Der Autor gibt keine Quelle an. möglicherweise meinte er das Magdalenenhochwasser von 1342.
Durch die spätere Einleitung der Selke bei Gatersleben in die Senke des im Spätmittelalter fast verlandeten Ascherslebener Sees und deren Abdämmung bei Gatersleben entstand ab 1446 ein neuer See mit einer Wassertiefe von maximal zwei Metern; der Seespiegel dürfte demnach etwas über 110 m gelegen haben. Mit der Erhöhung des Wasserspiegels um bis zu zwei Meter versanken viele Randbereiche vor allem am nordöstlichen flacheren Uferbereich im neuen See. 1703 wurde dieser See wieder trockengelegt und zu landwirtschaftlich genutzten Flächen, meist Weideland umgewandelt. Die Topographische Karte 1:25.000 Blätter Aschersleben von 1934 und Cochstedt von 1904 bezeichnet die Flächen des ehemaligen Sees als Seeländereien.
1732 soll an der Stelle, wo das alte Dorf und Kloster Haselndorf gestanden hatte, das neue Dorf Königsaue erbaut worden sein. Dieses Königsaue wurde Mitte der 1960er Jahre devastiert und ca. 1,5 km nordöstlich wieder aufgebaut. Damit dürfte auch die alte Dorfstelle im Braunkohlen-Tagebau Königsaue verschwunden sein.

## Priore
- 1186 Drogo[1]
- 1269 Bertramus, Prior[4]
- 1294 Johannes, Prior[5]
- 1334, 1345, 1350 Friedrich, Prior, specialis curator et mandatarius[15][27]

## Anmerkung
1. ↑  Werben … hanc postmodem oblacionem melioraciones fructu commutans ecclesiam suam in Haseldorp …, (wegen des besseren Ertrags )

Koordinaten: 51° 49′ 40″ N, 11° 23′ 57″ O